# Françoise Gérard

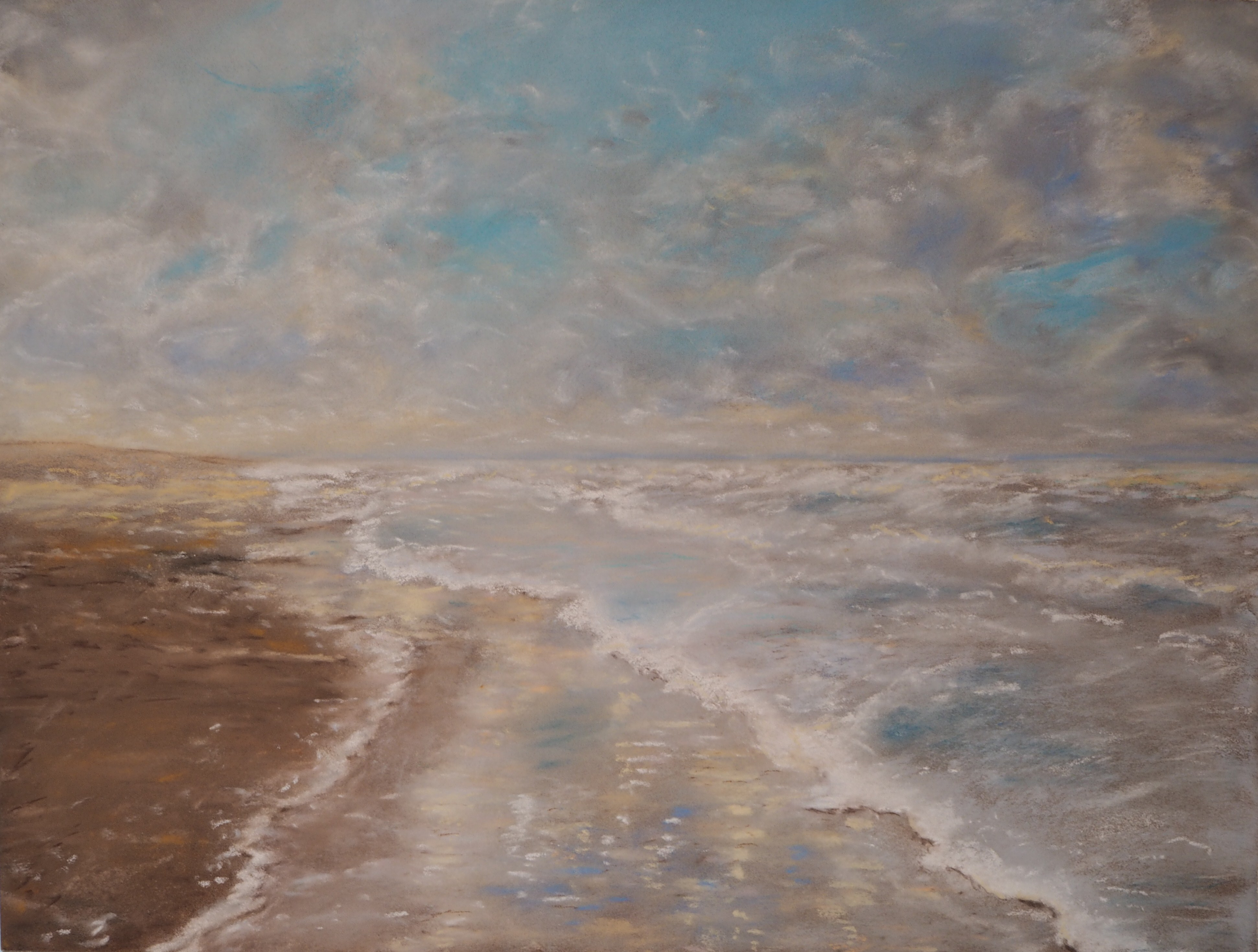

Françoise Gérard est née (Gourdin) le 24 mai 1951 à Armentières dans le Nord.

## Biographie
Après des études de Lettres à Lille, elle enseigne dans des collèges, participe à des activités liées à la ville et à l’école, et mène simultanément un travail d'écriture. Les trois récits qu'elle a publiés aux éditions La Chambre d'échos nous plongent dans l'univers de l'enfance, loin des clichés sur celle-ci, au cœur d’une identité qui se construit. La précision du style s'attache à rendre de menus événements et des sensations ténues, qui s'apparentent au roman autobiographique japonais. Depuis 2012, elle expérimente la web-littérature sur son blog Le vent qui souffle.

## Œuvres
- 2001 : Le Dernier Mot d'elle, Éditeur : La Chambre d'échos,  (ISBN 2-913904-08-4)
- 2004 : Couleur sienne, Éditeur : La Chambre d'échos,  (ISBN 2-913904-18-1)
- 2015 : Le joueur initial, Éditeur : La Chambre d'échos,  (ISBN 978-2-913904-58-3)
- 2015 : Avec l'espoir que tu me lises un jour,  Éditeur : QazaQ,  (ISBN 978-94-92285-00-3)
- 2017: L'Avenir improbable  (ISBN 978-2-9561478-0-0)
- 2017 : Gavroche des mers  (ISBN 978-2-9561478-1-7)
- 2017 : Fragments de jours  (ISBN 978-2-9561478-2-4)